# Skatafjärden, Ingå
Skatafjärden är en fjärd i Finland. Den ligger i landskapet Nyland, i den södra delen av landet, 60 km väster om huvudstaden Helsingfors.